# Monument voor Indische Burgerslachtoffers
Het Monument voor Indische burgerslachtoffers is een monument in het Nationaal herdenkingspark in Roermond ter nagedachtenis aan alle burgers die in de periode 1945-1962 zijn omgekomen in Nederlands-Indië en Nederlands Nieuw-Guinea. Het monument is op 25 augustus 1990 onthuld. Het is vervaardigd in het atelier van steenhouwer Joop Utens uit Echt.